# Haunted Cities
Haunted Cities is het tweede studioalbum van de Amerikaanse rap-rockband Transplants. Het werd uitgegeven op 21 juni 2005 door Atlantic Records.

## Nummers
1. "Not Today" - 2:41
2. "Apocalypse Now" - 3:16
3. "Gangsters and Thugs" - 3:54
4. "What I Can't Describe" - 4:02
5. "Doomsday" - 3:49
6. "Killafornia" - 3:47
7. "American Guns" - 2:38
8. "Madness" - 3:09
9. "Hit the Fence" - 2:12
10. "Pay Any Price" - 1:57
11. "I Want It All" - 3:56
12. "Crash and Burn" - 4:45